# Neblinichthys brevibracchium
Neblinichthys brevibracchium är en fiskart som beskrevs av Taphorn, Armbruster, López-fernández och Bernard 2010. Neblinichthys brevibracchium ingår i släktet Neblinichthys och familjen Loricariidae. Inga underarter finns listade i Catalogue of Life.